# Un conte peut en cacher un autre
Pour plus de détails, voir Fiche technique et Distribution.
Un conte peut en cacher un autre (Revolting Rhymes) est un court métrage d'animation britannique en deux épisodes de 28 minutes, sorti en 2016.

## Synopsis
Et si chaque nuit, Jack, celui du conte au haricot magique, rêvait de Cendrillon ? Et si le Petit Chaperon Rouge était la meilleure amie de Blanche-Neige ? Et si cette dernière était blonde ? Et si le loup ne croquait plus le petit cochon ?
C'est ce que laisse supposer le loup qui se retrouve face à une baby-sitter nourrie aux contes de fées. Le loup s'empresse de lui raconter sa version de ces histoires, en omettant de dire qu'il a un passif avec Blanche-Neige et le Petit Chaperon Rouge: il a voulu en faire son dîner et elle s'est bien défendue ...

## Fiche technique
- Titre original : Revolting Rhymes
- Réalisation : Jakob Schuh, Jan Lachauer et To Bin-han
- Scénario : Jan Lachauer et Jakob Schuh d'après le roman de Roald Dahl et les illustrations de Quentin Blake
- Musique : Ben Locket
- Montage : Jan Lachauer                                               et Benjamin Quabeck
- Producteur : Martin Pope et Michael Rose
  - Coproducteur : Mike Buckland
  - Producteur exécutif : Dominic Gregory et Elizabeth Kilgarriff
  - Producteur associé : Barney Goodland et Daryl Shute
- Production : Magic Light Pictures et Triggerfish Animation Studios
- Distribution : BBC
- Pays d'origine :  Royaume-Uni
- Durée : 28 minutes × 2 ou 61 minutes
- Dates de sortie : 
  - Royaume-Uni : 26 et 27 décembre 2016
  - France : 11 octobre 2017

## Distribution

### Voix originales
- Dominic West : le Loup, la Fée marraine et le Géant
- Tamsin Greig : Mlle Hunt, Mlle MacIahose et la Grand-mère
- Rob Brydon : le Roi, Rolf, le Cochon banquier et la Petite Sœur
- Bertie Carvel : le Miroir, le Chasseur, le Seigneur Nain et le Prince charmant
- David Walliams : Rex, la Paille, le cochon à la maison de paille, un spectateur, la Grande Sœur et la Mère de Jack
- Rose Leslie : Le Petit Chaperon rouge
- Gemma Chan : Blanche-Neige
- Isaac Hempstead-Wright : Jack
- Dylan Issberner : le fils du Petit Chaperon rouge
- Amelie Forester-Evans : la fille du Petit Chaperon rouge

### Voix françaises
- Philippe Résimont : Le Loup
- Sophie Frison : Blanche-Neige
- Nancy Philippot : Le Chaperon Rouge
- Thibaut Delmotte : Jack
- Claire Tefnin : Cendrillon
- Antoni Lo Presti : Le Prince
- Michel Hinderyckx : Le Cochon banquier
- Philippe Allard : Rolf, le Miroir, la mère de Jack
- Gauthier de Fauconval : La petite sœur, le vieux nain
- Sébastien Hébrant : Rex, la grande sœur
- Nathalie Hons : La baby-sitter, Mère-grand, la fée
- Benoît van Dorslaer : Le Roi, le chasseur, le géant
- Myriem Akheddiou : Demoiselle Maclahose
- Marie du Bled : La fille
- Achille Dubois : Le garçon

## Distinctions
Lors de l'édition 2017 du festival international du film d'animation d'Annecy, le film reçoit le Cristal pour une production TV.